# Aïssata Moumouni
Aïssata Moumouni Kané (* 19. Juni 1939 in Birni-N’Konni; † 21. Juni 2021 in Paris) war eine nigrische Pädagogin und Politikerin. Sie war das erste weibliche Regierungsmitglied und die erste Ministerin Nigers. 

## Leben
Aïssata Moumouni ging bis 1954 auf die Grundschule für Mädchen in Niamey. Sie besuchte danach bis 1958 die Mittelschule Lycée National in Niamey und bis 1962 das Lycée Askia in Bamako, das sie mit einem Baccalauréat abschloss. Sie erwarb 1967 eine Licence in Mathematik an der Lehrerbildungsanstalt Ecole Normale Supériere de Bamako.
Moumouni arbeitete zunächst als Mathematikprofessorin, von 1964 bis 1965 an der Mittelschule Collège d’Enseignement Général de Niamey und von 1967 bis 1971 am Lycée National in Niamey. Sie schloss 1973 ein Mathematik-Studium an der Universität Pierre und Marie Curie in Paris mit einer Maîtrise ab. Moumouni wirkte von 1974 bis 1983 als Schuldirektorin des Lycée Kassaï in Niamey. Parallel dazu hielt sie ab 1975 Kurse in der Lehrerausbildung an der Universität Niamey ab. Sie veröffentlichte 1983 an der Universität Paris VII eine Dissertation mit dem Titel Étude de quelques problèmes pédagogiques et linguistiques concernant l’enseignement des mathématiques au Niger („Studie über einige pädagogische und sprachliche Probleme des Mathematikunterrichts in Niger“) und wurde damit die erste Nigrerin mit einem Doktortitel in Mathematik. Sie wurde danach Gründungsdirektorin der Privatschule Lycée privé Kouara in Niamey. Mitte der 1980er Jahre organisierte sie eine Nachtschule für Mädchen, die aus Schulen verwiesen wurden, weil sie schwanger geworden waren.
Aïssata Moumouni wurde am 20. November 1987 als Staatssekretärin für soziale Angelegenheiten und Frauenfragen in die Regierung von Staatspräsident Ali Saïbou berufen. Sie wurde damit das erste weibliche Regierungsmitglied Nigers. Ihr Staatssekretariat war dem Ministerium für Gesundheit und soziale Angelegenheiten untergeordnet, das anfangs von Ibrahim Baré Maïnassara und ab 10. März 1988 von Oumara Maï Manga geleitet wurde. Ab dem Gründungskongress der damaligen Einheitspartei Nationale Bewegung der Entwicklungsgesellschaft im Mai 1989 übernahm Aïssata Moumouni als Mitglied der Parteileitung die Funktion der Parteisekretärin für kulturelle Angelegenheiten. Ihr Staatssekretariat wurde am 19. Mai 1989 zum Ministerium für soziale Angelegenheiten und Frauenfragen aufgewertet. Somit wurde Moumouni in ihrem Land auch zur ersten Frau im Ministerrang. Die Nationalkonferenz, die den Übergang Nigers zu einer Mehrparteiendemokratie leitete, entließ am 10. September 1991 die Regierung. Moumounis Ministerressorts übernahm Aïssata Bagna.
Moumouni arbeitete anschließend bis 1995 in der Lehre an der Universität Niamey. In der weiterhin bestehenden Partei Nationale Bewegung der Entwicklungsgesellschaft fungierte sie bereits seit März 1991 als Parteisekretärin für Schulfragen, bis sie im November 1995 Parteisekretärin für Frauenfragen wurde. Von 27. April 1995 bis 1. Februar 1996 war sie zudem die Chefberaterin des Premierministers Hama Amadou von der Nationalen Bewegung der Entwicklungsgesellschaft, dessen Regierungsarbeit gelähmt war, da der Staatspräsident Mahamane Ousmane der gegnerischen Partei Demokratische und soziale Versammlung angehörte.
Ein Militärputsch unter Führung von Moumounis früherem Ministerkollegen Ibrahim Baré Maïnassara beendete die Pattstellung. In Maïnassaras am 1. Februar 1996 gebildeter Regierung wurde Aïssata Moumouni Unterrichtsministerin, ab 21. Dezember 1996 im Ehrenrang einer Staatsministerin. Ihre Vorgängerin in diesem Amt war Bouli Ali Diallo. Moumouni initiierte 1998 ein Gesetz, mit dem schulische Integration und Erfahrungsorientierung im nigrischen Bildungssystem verankert wurden. Sie galt als enge Vertraute Baré Maïnassaras, der auch beabsichtigt haben soll, sie zur Premierministerin zu machen. Die Regierung endete am 9. April 1999 mit einem erneuten Staatsstreich unter der Führung von Daouda Malam Wanké.
Aïssata Moumouni war mit dem Physiker Abdou Moumouni (1929–1991) verheiratet. Sie war Gründungsmitglied der Abdou-Moumouni-Stiftung für die Förderung erneuerbarer Energien in Afrika und Mitglied mehrerer Bildungs- und Frauenorganisationen.

## Ehrungen
- Ritterkreuz des Ordens der akademischen Palmen Nigers[8]